# Charles Nelson Reilly
Pour les articles homonymes, voir Charles Nelson, Nelson et Reilly (homonymie).
Charles Nelson Reilly, né le 13 janvier 1931 à New York et mort le 25 mai 2007 à Beverly Hills, est un acteur et metteur en scène américain.

## Biographie
Charles Nelson Reilly est né dans le quartier du Bronx. Il étudie d'abord à la Hartt School of Music car il veut devenir chanteur d'opéra mais change d'orientation quand il réalise qu'il n'a pas le talent vocal pour cela. Il prend alors des cours d'art dramatique avec Uta Hagen. Il accède à la notoriété avec son rôle dans la comédie musicale Bye Bye Birdie (1960) et remporte en 1962 le Tony Award du meilleur acteur dans un second rôle dans une comédie musicale pour son rôle dans How to Succeed in Business Without Really Trying . En 1964, il joue dans un autre très grand succès de Broadway, Hello, Dolly!.
Dans les années 1970, il devient célèbre auprès du grand public américain pour ses apparitions régulières dans les jeux télévisés Match Game et Hollywood Squares, et dans The Tonight Show. À partir de 1976, il met en scène plusieurs pièces de théâtre et est nommé au Tony Award du meilleur metteur en scène en 1997.
Il meurt des suites d'une pneumonie en 2007. Il vivait en couple avec son partenaire Patrick Hughes III depuis 1980.

## Filmographie

### Cinéma
- 1967 : The Tiger Makes Out : l'officier d'état-civil
- 1984 : Cannonball 2 : Don Don Canneloni
- 1989 : Charlie : Killer (voix)
- 1991 : Rock-o-rico : Hunch (voix)
- 1994 : Le Lutin magique : le roi Llort (voix)
- 1998 : Charlie, le conte de Noël : Killer (voix)

### Télévision
- 1968-1970 : Madame et son fantôme (série télévisée, 46 épisodes) : Claymore Gregg
- 1982 : La croisière s'amuse (série télévisée, saison 5 épisodes 22 et 23) : Jesse Dobson
- 1996 : X-Files : Aux frontières du réel (série télévisée, épisode Le Seigneur du magma) : Jose Chung
- 1997 : Millennium (série télévisée, saison 2 épisode 9) : Jose Chung
- 1996-1998 : Tous les chiens vont au paradis (série télévisée, 5 épisodes) : Killer (voix)